# Rückstoßlader
Rückstoßlader sind automatische Schusswaffen, welche die Energie, die sie für das Auswerfen der Hülse und das Nachladen der neuen Patrone benötigen, aus der Rückstoßenergie des Schusses beziehen. Alternative Konzepte sind Gasdrucklader, bei denen der aus dem Lauf entnommene Gasdruck als Antrieb genutzt wird, oder Waffen mit Fremdantrieb (z. B. Chain Gun), die einen externen Antrieb – in der Regel einen Elektromotor – benötigen.

## Funktionsweise
Rückstoßlader verwenden die Energie des Rückstoßes, um nach einem Schuss den Verschluss zu öffnen, die leere Patronenhülse auszuwerfen und eine neue Patrone aus dem Magazin ins Patronenlager nachzuführen. Der Verschluss darf erst öffnen, wenn das Projektil den Lauf verlassen hat und der Gasdruck auf einen unkritischen Wert abgesunken ist. Die Verriegelung des Verschlusses ist dabei „formschlüssig statisch“.

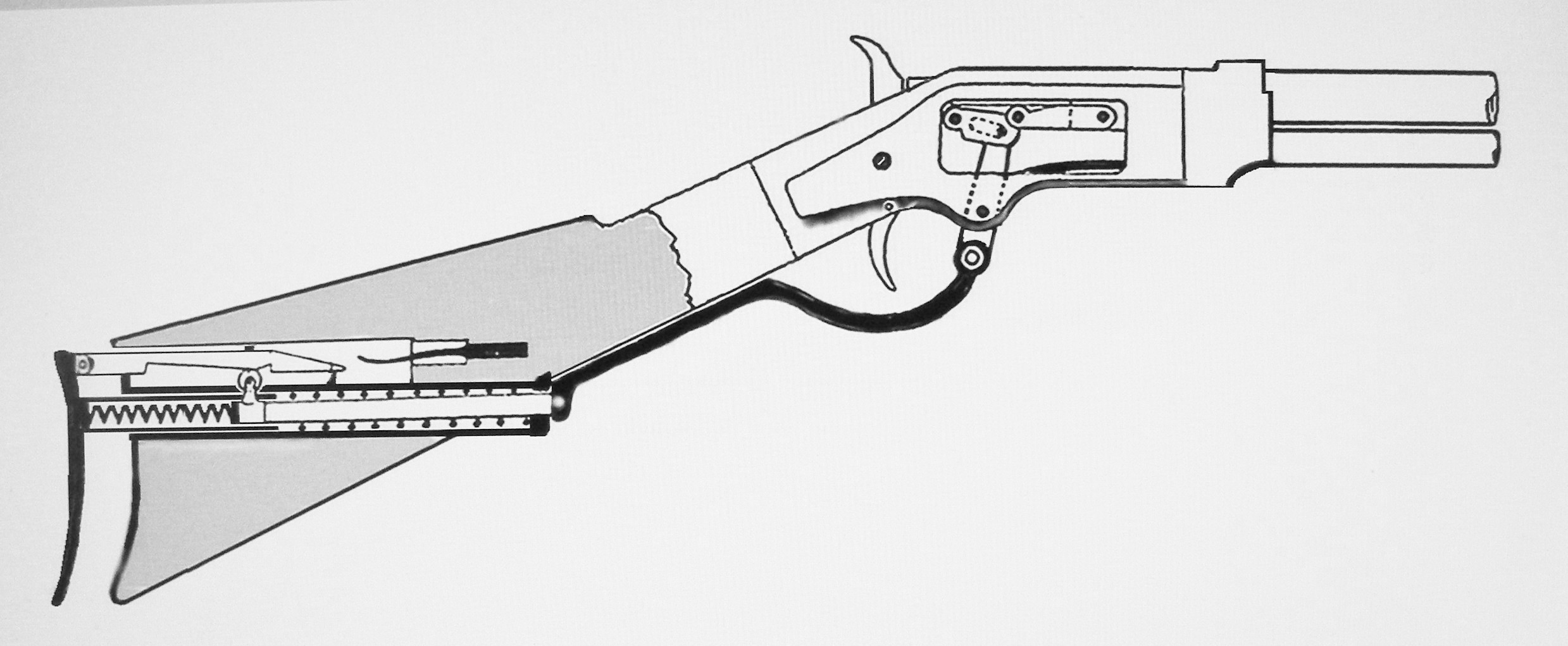
Experimenteller Rückstoßlader, basierend auf einem Unterhebelrepetierer, der den Rückstoß der gesamten Waffe ausnutzt, Hiram Maxim 1883/84

Es gibt zwei grundsätzliche Arten von Rückstoßladern; die einen nutzen den Rückstoß der gesamten Waffe, die anderen den Rückstoß des Rohres.
Bei Rückstoßladern, die den Rückstoß der gesamten Waffe ausnutzen, ist ein beweglicher Kolben mit dem Repetiermechanismus verbunden. Mit solchen Konstruktionen wurde Ende des 19. Jahrhunderts experimentiert, jedoch wurden keine praxistauglichen Waffen entwickelt. Der später entwickelte Bump Stock basiert auf ähnlichem Prinzip.
Bei Rohrrückstoßladern laufen Rohr und Verschluss zunächst gemeinsam verriegelt zurück, bis eine Steuerung das Rohr und den Verschluss trennt. Ein Teil der Waffen nutzen Rückstoßverstärker, um den Rohrrückstoß zu verstärken. Von den Rohrrückstoßladern mit zurückgleitendem Lauf gibt es wiederum zwei Grundarten: Rückstoßlader mit weit und mit kurz zurückgleitendem Lauf.
Nicht mit Rückstoßladern zu verwechseln sind Rückdrucklader mit starrem Lauf und unverriegeltem, zurückgleitenden „Masseverschluss“. Bei diesen Waffen treibt nicht die Bewegung des Geschosses im Lauf und der dadurch entstehende Rückstoßimpuls den Verschluss an, sondern der Gasdruck. Diese Eigenschaft wird bei Verwendung von Platzpatronen (ohne Geschoss) deutlich. Bei einem Gasdrucklader funktioniert das, wenn ein Manöverpatronengerät den Querschnitt des Laufs verengt und sich dadurch genug Druck aufbauen kann, der für das Nachladen notwendig ist. Bei einem Rückstoßlader hingegen kann der Druck im Lauf beliebig hoch sein, die Waffe repetiert nicht. Um Rückstoßlader mit Platzpatronen zu benutzen, muss ein spezielles Manöverpatronengerät vor dem Lauf angebracht werden, das als Rückstoßverstärker fungiert.

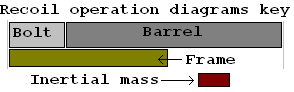

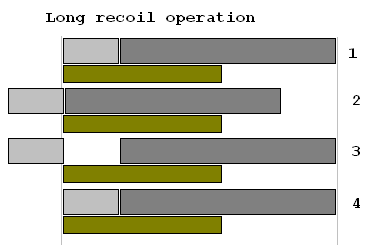

### Rückstoßlader mit weit zurückgleitendem Lauf
In einem Rückstoßlader mit weit zurückgleitendem Lauf gibt es in der Regel zwei Federn, die Vorholfeder für den Lauf und die Schließfeder für den Verschluss. Das System wurde hauptsächlich bei älteren Waffen verwendet, wie dem Maschinengewehr Chauchat, der Selbstladeflinte Browning Auto 5 oder der Pistole Frommer Stop.
Phasenablauf:
1. Ausgangsposition: Verschluss und Lauf sind starr verriegelt und an der vordersten Stellung
2. beim Schuss gleiten Verschluss und Lauf gemeinsam in die hinterste Stellung zurück, die Federn werden dabei gespannt
3. der Verschluss wird hinten zurückgehalten, während der Lauf aufgrund des Drucks der Lauf-Vorholfeder wieder nach vorne gedrückt wird. Dabei wird der Verschluss entriegelt und geöffnet, die Patronenhülse wird aus dem Patronenlager ausgeworfen
4. kurz bevor der Lauf die vordersten Stellung erreicht, löst er die Verschlusssperre, der Verschluss wird von der Verschlussschließfeder nach vorne gedrückt und schiebt eine neue Patrone in das Patronenlager und verriegelt den Verschluss mit dem Lauf

### Rückstoßlader mit kurz zurückgleitendem Lauf

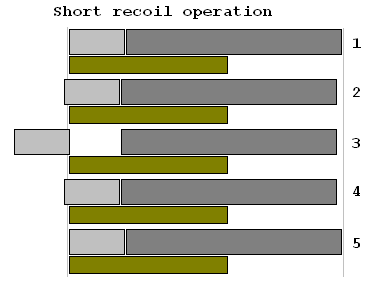
Lauf
Verschluss
Waffengehäuse
Die Trennung von Verschluss und Lauf beginnt in Bild 2. In der hier gezeigten Variante gleitet der Lauf wieder gemeinsam mit dem Verschluss nach vorne (4 und 5). Ein Beispiel dafür ist das Sig Sauer System (Bild unten). In einer anderen Variante gleitet der Lauf mittels einer Feder alleine wieder nach vorne, z. B. beim MG42.

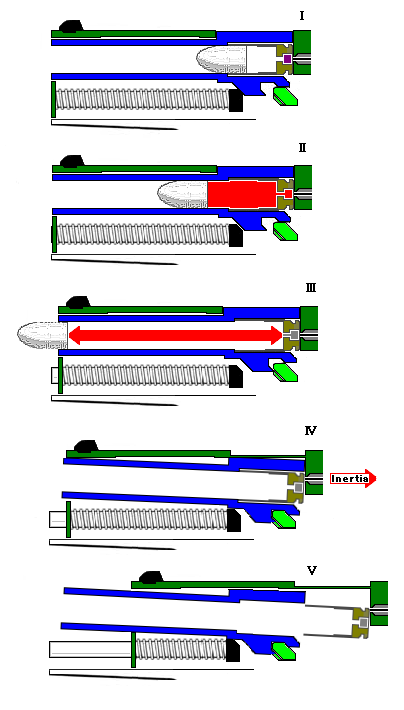
Sig Sauer System als Beispiel eines Rückstoßladers mit kurz zurückgleitendem Lauf: Der Verschluss wird erst dann geöffnet, nachdem das Geschoss den Lauf verlassen hat und der Gasdruck ausreichend abgesunken ist.

Rückstoßlader mit kurz zurückgleitendem Lauf sind deutlich zahlreicher als mit weit zurückgleitendem Lauf. Es gibt zahlreiche Varianten von Verschlussarten:
- Kniegelenkverschluss, z. B. beim Maxim-Maschinengewehr, MG 08, Vickers-Maschinengewehr, Borchardt-C93, Pistole 08 und Lmg 25
- Drehkopfverschluss, z. B. beim MG 34, M82 und KPW
- rotierender Lauf, z. B. beim Steyr M1912, GSch-18, MP9, Beretta Px4 Storm und Beretta 8000
- Rollenverschluss, z. B. beim MG 42 und MG3
- Schwenkriegelverschluss, z. B. bei der Walther P38, Mauser C96 und Beretta 92
- Horizontalblockverschluss mit Fallriegel, z. B. Browning M2
- Beim Browning-M1917-Maschinengewehr erfolgt die Verriegelung durch einen Keil.
- Beim Browning-System wird der Lauf gekippt, um den Verschluss freizugeben, z. B. bei der FN Browning HP oder Česká zbrojovka ČZ 75.

Phasenablauf:
1. Ausgangsposition: Verschluss und Lauf sind verriegelt und in der vordersten Stellung
2. beim Schuss gleiten Verschluss und Lauf verriegelt gemeinsam zurück, bis der Verschluss entriegelt wird
3. der Lauf stoppt, der entriegelte Verschluss gleitet hingegen aufgrund seiner Massenträgheit und des Gasdrucks weiter
4. die Patronenhülse wird ausgezogen und -geworfen und die Schließfeder gespannt
5. der Verschluss wird von der Schließfeder nach vorne gedrückt und schiebt eine neue Patrone in das Patronenlager
6. Verschluss und Lauf verriegeln und kehren in die vorderste Stellung zurück

## Belege
1. 1 2 3 4 5 6 7  Jaroslav Lugs: Handfeuerwaffen. Band I. 6-te Auflage, Militärverlag der DDR, 1979, S. 304–305
2. 1 2  F. Flanhardt, K. Harbrecht: Kapitel Einteilung der automatichen Schusswaffen in: Waffentechnisches Taschenbuch. 3. Auflage, Rheinmetall, Düsseldorf 1977. S. 243–245
3. ↑  Peter Dannecker: Verschlusssysteme von Feuerwaffen. 2009, S. 124–130.
4. ↑  The New York Times Editorial Staff (Hrsg.): Gun Control, Verlag The Rosen Publishing Group, 2018, ISBN 978-1-64282-145-1, S. 137
5. ↑  Peter Dannecker: Verschlusssysteme von Feuerwaffen. 2009, S. 468–469.
6. 1 2  Julian Hatcher, Ned Schwing: Hatcher's Notebook: A Standard Reference for Shooters, Gunsmiths, Ballisticians, Historians, Hunters and Collectors, Verlag Stackpole Books, 1962, ISBN 978-0-8117-4917-6, S. 53
7. ↑  Günter Wollert, Reiner Lidschun, Wilfried Kopenhagen: Illustrierte Enzyklopädie der Schützenwaffen aus aller Welt. Schützenwaffen heute (1945–1985). 3. Auflage. Band 1. Brandenburgisches Verlagshaus, Berlin 1993, ISBN 3-89488-058-9, S. 41